# Korede Bello
Korede Bello, né le 29 février 1996 à Lagos, est un chanteur et auteur-compositeur nigérian de pop, pop-rap et afrobeat. 
Il est surtout connu pour son hit single Godwin, une chanson mélangeant le style semi-gospel et le style pop, ayant obtenu de nombreux titres au Nigeria.

## Biographie
Korede Bello est né dans l'État de Lagos, au Nigeria, où il a terminé ses études primaires et secondaires. Il commence la musique à 7 ans. Il a étudié la communication de masse à l'Institut nigérian de journalisme et est titulaire d'un certificat de diplôme national. Korede Bello est un membre associé de l'Institut de gestion de l'information.
Après la sortie de son premier single, il est présenté à Don Jazzy par son manager Casmir Uwaegbute. Ils ont ensuite enregistré ensemble quelques chansons. Le 28 février 2014, il signe avec le label Mavin Records, avec lequel il enregistre des chansons populaires comme African Princess, Romantic, Dorobucci, Godwin et Do like that.

## Référence
- (en) Cet article est partiellement ou en totalité issu de l’article de Wikipédia en anglais intitulé « Korede Bello » (voir la liste des auteurs).